# 橘純一
橘 純一（たちばな じゅんいち、1884年(明治17年)2月25日 - 1954年(昭和29年)1月19日）は、国文学者。

## 経歴
東京市京橋区木挽町（現在の東京都中央区銀座）生まれ。児島喜三郎の五男。橘守部直系の家へ養子に入る。第二高等学校、1909年東京帝国大学文学部国文科卒。同助手、13年府立第五中学校教諭、21年『橘守部全集』を編集刊行。25年退職、各学校講師をしながら著述生活。36年国語解釈学会を創立、雑誌『国語解釈』を創刊。41年陸軍士官学校教官、50年跡見学園短期大学教授。没後、二松学舎大学名誉教授の称号を追贈。
1938年、小学校教科書に掲載された『源氏物語』について、不敬の書であるから削除すべしと主張した。

## 著書
- 『豊受大神御神霊考』四海書房、1930
- 『上代国語国文学』六文館、1932
- 『大鏡新講』三省堂 新撰国文叢書、1933
- 『中等学校国語教材解釈』慶文堂書店、1941

### 編纂
- 『橘守部全集 首巻』全12巻、国書刊行会、1920-22、のち東京美術
- 『高等学校専門学校入学程度受験生の作文』平田義雄共編 神田書房、1925
- 『要註国文定本総聚、17、土佐日記』広文堂、1929
- 『つれづれ草 新註』瑞穂書院、1934
- 『大鏡通釈 插註』瑞穂書院、1934
- 『抄本平家物語・古今著聞集・神皇正統記』加藤光治共編 右文書院、1936
- 『抄本方丈記増鏡奥の細道』加藤光治共編 右文書院、1936
- 橘守部『稜威言別』校訂 冨山房、1941
- 『日本古典全書 徒然草』校註 朝日新聞社、1947
- 『大鏡通釈 文法詳説要語精解』慶野正次共著 武蔵野書院、1958、

## 参考
- コトバンク
- 関根俊雄「橘純一教授略年譜・主要著作目録」『国語と国文学』第31巻第4号、東京 : 筑摩書房、1954年4月、90-94頁、CRID 1520572357001827072、ISSN 03873110。